# Baltoro Kangri
El Baltoro Kangri (en urdu: بلتورو کنگری; también conocido como el Trono de Oro) es una montaña de la cordillera del Karakórum en Gilgit-Baltistán, Pakistán. Es la 82.ª montaña más alta del mundo, con una elevación de 7312 metros. 

## Ubicación

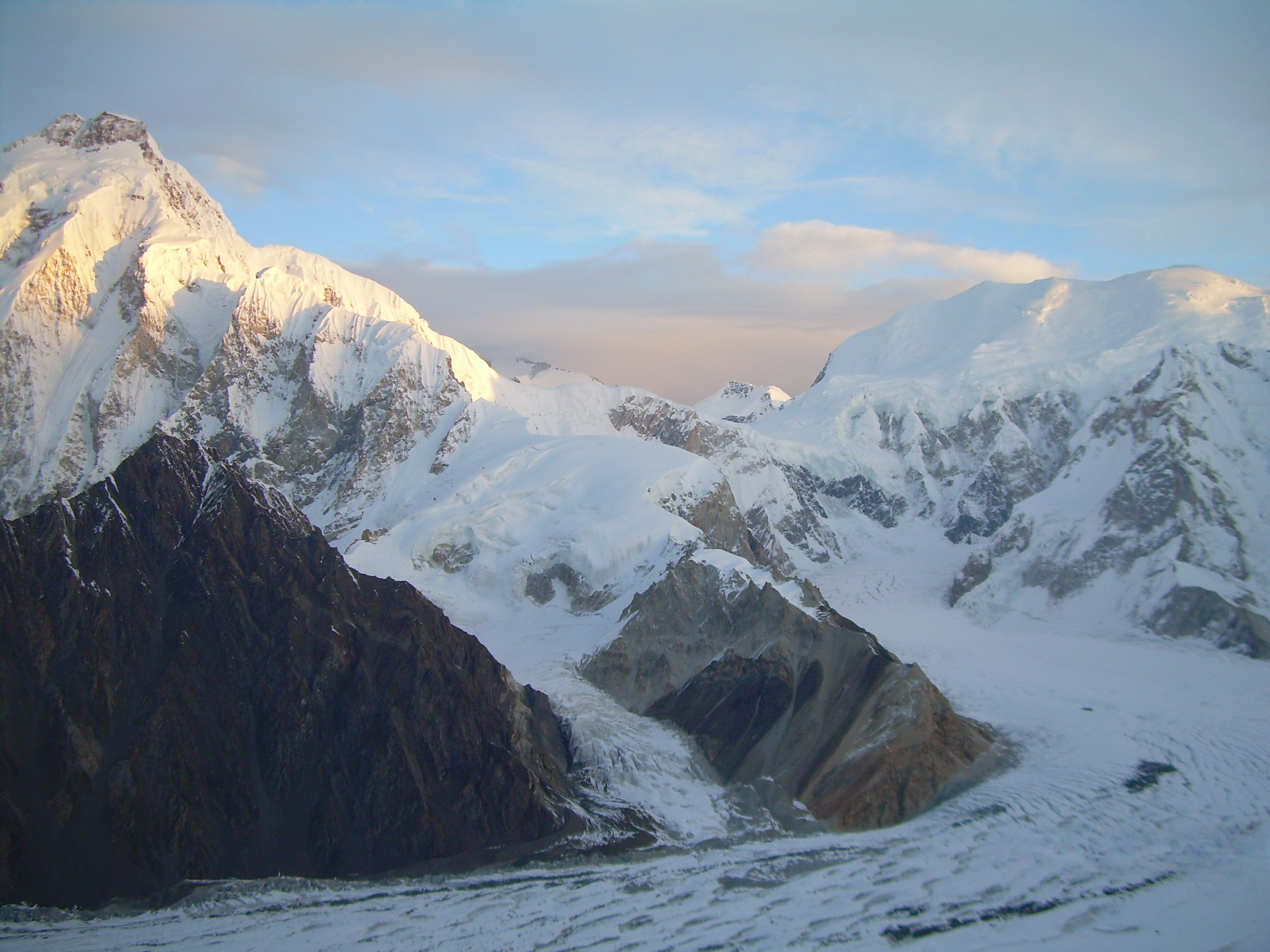
Baltoro Kangri V (a la izquierda) desde el sur, sobre el glaciar Condus, junto al collado Conway y el Sia Kangri.

El Baltoro Kangri se encuentra al sur de las montañas Gasherbrum y al oriente del pico Chogolisa, y pertenece al igual que este último, a las montañas Masherbrum. El glaciar Baltoro (uno de los glaciares más grandes fuera de las regiones polares) nace en las faldas del Baltoro Kangri. Al norte y al oriente del Baltoro Kangri está el glaciar Abruzzi, que desemboca en el glaciar Baltoro. El Baltoro Kangri está conectado por una arista con el Sia Kangri al oriente, y por tanto con la cordillera principal del Karakórum en el punto más bajo del collado Conway, a 6044 m. Entre el Baltoro Kangri y el Chogolisa, bajo el flanco sur se encuentra el collado Condus, a 6180 m de altura.
Visto desde Concordia, en Pakistán, el Baltoro Kangri se eleva sobre el glaciar Baltoro, de ahí el nombre «Trono de Oro», en honor a William Martin Conway.

## Historial de ascensiones
En 1963, una expedición japonesa completó la primera ascensión del Baltoro Kangri. La expedición consistía en nueve miembros del Club de Esquí Alpino de la Universidad de Tokio, liderados por Seihei Kato. La ruta de ascenso los llevó por el collado Conway, El 4 de agosto, Takeo Shibata y Masaru Kono, así como Sumio Shima y Keiko Fujimoto llegaron a la cumbre principal.

## Topografía
El Baltoro Kangri tiene otros cuatro picos además de su cumbre principal, el Baltoro III. Numeradas de poniente a oriente son: Baltoro Kangri I (7274 m), Baltoro Kangri II (7270 m), Baltoro Kangri IV (7265 m) y Baltoro Kangri V (7275 m). Tiene otro pico secundario al oeste llamado Pioneer Peak, de 6501 m.